# Bungea
Bungea es un género  de plantas fanerógamas de la familia Orobanchaceae, antes incluido en Scrophulariaceae.  Comprende 5 especies descritas y de estas, solo 2 aceptadas.

## Taxonomía
El género fue descrito por Carl Anton von Meyer y publicado en Verzeichness der Pflanzen des Caspischen Meeres 108–109. 1831.   La especie tipo es:  Bungea trifida (Vahl) C.A.Mey.

## Especies aceptadas
A continuación se brinda un listado de las especies del género Bungea  aceptadas hasta mayo de 2014, ordenadas alfabéticamente. Para cada una se indica el nombre binomial seguido del autor, abreviado según las convenciones y usos: 
- Bungea trifida (Vahl) C.A.Mey.
- Bungea vesiculifera (Herd.) Pavlov & Lipsch.